# Тетерин, Виталий Сергеевич
Виталий Сергеевич Тетерин (7 августа 1930 — 26 ноября 2021) – советский киновед, педагог. Заслуженный деятель искусств Российской Федерации (2003), член Гильдии продюсеров и организаторов кинопроцесса Союза кинематографистов России, кандидат искусствоведения (1968), доцент ВГИКа (2003).

## Биография
Родился 7 августа 1930 года. В 1955 году окончил Высшее театральное училище имени М. С. Щепкина. Служил актером в Московском государственном театре имени Ленинского комсомола и в Московском академическом театре имени Владимира Маяковского. 
С 1961 по 1964 год работал в программе «Эстафета новостей» на Центральном телевидении. 
В 1964 году окончил Высшие курсы режиссеров эфирного телевидения, в 1968 году – аспирантуру Всесоюзного государственного института кинематографии, защитив диссертацию на соискание ученой степени кандидата искусствоведения на тему «Особенности режиссуры телефильма при многокамерном методе съемки».
36 лет преподавал во ВГИКе режиссуру художественного фильма, из них 16 лет был деканом режиссерского факультета; долгое время сотрудничал с Юрием Озеровым в его режиссерской мастерской.

## Фильмография

### Сценарист
- 1987 – В горнице моей (документальный)
- 1988 – И дух смирения, терпения, любви (документальный)
- 1990 — Поэт и война (документальный)